# 游元弘
游元弘（1960年10月5日—）， 筆名艾融(偶用)， 生於臺灣雲林縣，臺灣現代詩詩人。國立交通大學運輸管理系學士，國立交通大學交通運輸研究所碩士，曾任職臺灣鐵路管理局二十五年退休。
游元弘的現代詩以40行以內的短詩為主，並偏愛創作10行以內的小詩。由於不習慣人群，游元弘很少露面參與詩(文)壇活動，可說是近乎獨來獨往的臺灣詩人。

## 作品
詩集
- 《水上星》

- 《等你》

- 《寫詩的理由》

- 《春來鼻頭角》

- 《十月樹》
- 《聲音花紛紛開》
- 《寫給詩》

- 《游元弘新絕句一百首》

詩選集
- 《無名山水—游元弘詩選(1982-2022)》

譯詩集
- 《英國四大浪漫詩人-華茲華斯、拜倫、雪萊、濟慈詩選【中英對照與賞析】》